# Ангиано, Даниэль
Даниэ́ль Ангиа́но Манга́до (исп. Daniel Anguiano Mangado; 11 декабря 1882, Аро, Испания — 16 августа 1963, Мехико, Мексика) — испанский политический и профсоюзный деятель. Секретарь ИСРП и ВСТ. Председатель профсоюза железнодорожников и генеральный секретарь профсоюза работников нефтяной промышленности в составе ВСТ. Один из организаторов компартии Испании. Редактор газеты El Socialista.

## Биография
Сын железнодорожного рабочего, в раннем возрасте покинул родную деревню и провел детство и юношество в Лас-Кальдас-де-Бесайе (Кантабрия), где выучился на бухгалтера. В 1905 году вступил в Испанскую социалистическую рабочую партию (ИСРП). В 1907 году, работая в Северной железнодорожной компании в Мадриде, вступил во Всеобщий союз трудящихся (ВСТ), а 1 мая 1908 года — в Организацию социалистов Мадрида. В 1909 году организовал профсоюз железнодорожников в составе ВСТ. За участие в антивоенном митинге 23 октября 1910 года в летнем театре Барбьери в Мадриде был арестован и провел три месяца в тюрьме Модело. После железнодорожной забастовки 1912 года был арестован на 17 суток. В 1916 году встречался с Л. Д. Троцким.
За участие во всеобщей забастовке 1917 года был арестован и приговорён к пожизненному заключению. После избрания в кортесы от Валенсии был освобождён из тюрьмы Картахены в мае 1918 года. В октябре-декабре 1920 года Ангиано вместе с Фернандо де лос Риосом побывал в Советской России, встречался с В. И. Лениным и обсуждал вопрос вступления ИСРП в Третий интернационал. О своих впечатлениях от России Ангиано докладывал на внеочередном съезде ИСРП в апреле 1921 года. Голосование по вопросу о присоединении партии к Третьему интернационалу, за которое выступал Ангиано, закончилось не в его пользу и привело к расколу в партии. Терсеристы, сторонники вступления в Третий интернационал, среди которых были Ангиано и Антонио Гарсия Кехидо, образовали 13 апреля 1921 года Испанскую коммунистическую рабочую партию, на учредительном съезде которой Ангиано был избран в исполнительный комитет.
Из-за политических разногласий и полицейского давления к 1923 году Ангиано отходит от коммунистической деятельности. В 1925 году работал на Radio Ibérica. Во время Второй Испанской Республики работал в компании CAMPSA. В 1932 году вступил в Профсоюз работников нефтяной промышленности при ВСТ и, вновь — в Организацию социалистов Мадрида. В 1936 году был избран генеральным секретарем Профсоюза работников нефтяной промышленности. В октябре 1937 года был избран в исполнительный комитет ВСТ с правом решающего голоса, где состоял до 1950 года.
После поражения республиканцев в Гражданской войне Даниэль Ангиано бежал во Францию, затем в Санто-Доминго (Куба), а позднее эмигрировал в Мексику. Некоторое время прожил в Венгрии, но снова вернулся в Мексику, где и скончался 12 августа 1963 года.